# César-díj
A César-díj (fonetikusan: [sezɑ̃:]) (hivatalosan: César du cinéma français – a francia film Césarja) Franciaország legrangosabb, évente odaítélt filmművészeti díja, melyet 1976 óta osztanak ki különböző kategóriában a legjobb alkotások elismerésére.

## Története
Georges Cravenne 1974-ben alapította meg Franciaországban a Filmművészeti és Filmtechnikai Akadémiát, melynek a kezdetektől fogva az volt a feladata, hogy – létrehozva az amerikai Oscar-díj francia megfelelőjét – elismerésben részesítse a francia filmművészet legjelentősebb alkotásait. Végül is 1976. április 3-án került sor az első César-díjak átadására Jean Gabin tiszteletbeli elnökletével.
A díj neve César Baldaccini szobrász keresztnevéből származik, aki a kategóriagyőzteseknek átadott kisplasztika eredeti példányát készítette. A választás azért is esett erre a névre, mivel „rímel” az Oscarra, s közvetetten tiszteleg a francia színészóriás Raimu  előtt, aki Marcel Pagnol „marseille-i trilógiájában” a főszereplő César Olivier kocsmárost személyesíti meg.
A César-díj a Kristály Csillag (Étoiles de cristal) elnevezésű díjat váltotta fel, melyet 1955 és 1975 között osztottak ki. Más díjak is voltak a francia filmművészet alkotásainak elismerésére. 1934 és 1986 között a Francia film nagydíját adományozták évente a legjobb filmnek. A második világháború után létezett egy – nevében és megjelenési formájában a Szamothrakéi Nikét idéző – Francia film győzelmei (Victoires du cinéma français) elnevezésű díj, melyet minden év júniusában ítéltek oda, azonban nem tett szert nagy népszerűségre, így 1960 előtt meg is szűnt.
A César odaítélésével a francia filmművészet egyéves termésének a legjobb filmjeit, színészeit és filmkészítőit részesítik elismerésben. Eredetileg 13 Césart osztottak ki, de az évek folyamán a díjak száma állandóan változott, kiegészült például a legjobb rövidfilm, vagy a legjobb jelmez díjakkal, ugyanakkor eltöröltek olyan kategóriákat, mint a legjobb plakát és a legjobb producer. 1983-ban két tragikus hirtelenséggel elhunyt színész, Romy Schneider és Patrick Dewaere emlékének adóztak a legígéretesebb fiatal színésznő és a legígéretesebb fiatal színész díjakkal.
Az átadott díjak száma változó, 2006 óta évente 21 Césart ítélnek oda. Ezen felül az Akadémia elnökének javaslatára tiszteletbeli Césart is kioszthatnak – általában egy-egy életpálya elismeréseként.

## Odaítélése
A César-díj odaítélése a mintegy 4000 művész és szakmabeli akadémiai tag titkos szavazata alapján történik minden év február végén, március elején. Első körben a tagok kiválasztják a jelölteket, a második körben pedig a jelöltek közül a díjazottakat. Nagyjátékfilmek esetében a díjátadót megelőző év január 1. és december 31. között forgalmazásra került, és a párizsi régió valamely nyilvános mozijában legalább egy hétig vetített alkotást lehet jelölni, rövidfilmek esetében pedig félévvel korábbi időszakból: az előző év június 30. előtti egy évben bemutatásra került műveket.
Az elsőkörös jelölések alapja a legjobb filmre történt jelölés, mivel a személyi és technikai jellegű kategóriák többségében ez a feltétele a jelölhetőségnek. A legígéretesebb fiatal színész, illetve színésznő, valamint a legjobb rövidfilm, rövid dokumentumfilm vagy rövid animációs film esetében egy-egy szakmai bizottság előválogatást végez, s színészek esetében csak 16 főt, rövidfilmek esetében 12 alkotást juttat tovább az akadémiai tagoknak, hogy közül választhassák ki a jelölteket.
Minden kategóriában 5-5 filmet vagy művészt jelölnek, kivéve a legjobb film, a legjobb külföldi film, valamint a legjobb színész, a legjobb színésznő és a legjobb rendező kategóriákat, melyekben 7-7 jelölés történik.

## Átadása
A díjak átadására „Césarok éjszakája” elnevezéssel gálaünnepséget szerveznek Párizs valamely előadótermében, manapság a Châtelet Színházban.
A díjátadással kapcsolatos fontosabb szabályok:
- A természetes személyhez kötődő kategóriák győzteseinek mindegyike megkapja a díjjal járó trófeát. Amennyiben egy díjat megosztva ítélnek oda, a szobrocskát mindegyik díjazott átveheti.
- A legjobb film kategóriában a díjat a film arra felhatalmazott producere veheti át, és ugyancsak kap egy szobrocskát a film rendezője is, hacsak nem nyerte el alkotásával a legjobb rendező díjat is.
- A legjobb elsőfilm, a legjobb dokumentumfilm, valamint a legjobb rövidfilm címén odaítélt Césarokat az alkotások rendezőinek adják át, de kapnak egy-egy szobrocskát a film producerei is.
- Két Césart ítélnek oda a legjobb animációs film kategóriában: egyet a második körben legtöbb szavazatot kapott hosszúfilm, egyet pedig az ugyanebben a körben legtöbb szavazatot kapott rövidfilm rendezőjének. Ugyancsak kapnak egy-egy szobrocskát e filmek producerei is.
- A legjobb külföldi film esetében a filmrendező veheti át a Césart. Ha a filmnek van a francia Nemzeti Filmközpont[6] engedélyével rendelkező koproducere, a külföldi meghatalmazott producer mellett ő is kap szobrocskát, amennyiben nincs, a trófeát a francia kizárólagos forgalmazással bíró cég képviselője veheti át.
- Koprodukciós filmek esetében maximum két produkciós iroda megbízott producerei vehetnek át a Césart. További gyártók esetében, kérésükre ők is kaphatnak szobrocskát, de csak annak gyártási költségeinek megtérítése fejében.[7]

## Leírása
A César-díj trófeája egy 8x8 cm alapú, 30 cm magas, 3,2 kg súlyú, belül üreges, kívül csillogóra csiszolt bronz kisplasztika. Gyártója az Atelier Régis Bocquel Seine-Maritime megyében. Árát, gyártási költségét bizalmasan kezelik.

## Kategóriák
| Jelenlegi | Múltbéli | Különleges                                                                                                |
| --- | --- | --- |
| 1. legjobb színésznő 2. legjobb színész 3. legjobb mellékszereplő színésznő 4. legjobb mellékszereplő színész 5. legígéretesebb fiatal színésznő 6. legígéretesebb fiatal színész 7. legjobb rendező 8. legjobb eredeti forgatókönyv 9. legjobb adaptáció 10. legjobb filmzene 11. legjobb díszlet 12. legjobb operatőr 13. legjobb hang 14. legjobb vágás 15. legjobb jelmez 16. legjobb vizuális effektusok 17. legjobb film 18. legjobb elsőfilm 19. legjobb dokumentumfilm 20. legjobb animációs film 21. legjobb rövidfilm 22. legjobb dokumentum rövidfilm 23. legjobb animációs rövidfilm 24. legjobb külföldi film | 1. a közönség César-díja (2018–2020) 2. legjobb eredeti vagy adaptált forgatókönyv (2005-ig) 3. legjobb frankofón film (1984–1986) 4. az Európai Unió legjobb filmje (2003–2005) 5. legjobb fikciós rövidfilm (1977–1991) 6. legjobb producer (1996–1997) 7. legjobb plakát (1986–1990) 8. legjobb reklámfilm (1985–1986) | 1. Césarok Césarja 2. tiszteletbeli César 3. a középiskolások César-díja 4. Daniel Toscan du Plantier-díj |

1. ↑  „Césarok Césarja elnevezésű alkalmi különdíjat két ízben ítéltek oda: először a díj alapításának 10. évfordulóján (1985) Robert Enrico filmrendező kapta meg A bosszú című, az Oradour-sur-Glane-i mészárlás ihlette filmdrámájáért, majd a 20. évfordulón (1995) Jean-Paul Rappeneau, az addig legtöbb elismerésben részesült Cyrano de Bergerac című Rostand-dráma adaptációjáért.

## Többszörös jelölések és díjak
A statisztikák pontosítása a 2023. évi díjátadást követően történt meg.

### Öt vagy több Césart nyert filmek
| Film                                                           | Év   | Jelölés | César |
| -------------------------------------------------------------- | ---- | ------- | ----- |
| Cyrano de Bergerac                                             | 1991 | 13      | 10    |
| Az utolsó metró (Le dernier métro)                             | 1981 | 12      | 10    |
| A próféta (Un prophète)                                        | 2010 | 13      | 9     |
| Halálos szívdobbanás (De battre mon cœur s’est arrêté)         | 2006 | 10      | 8     |
| Elveszett illúziók (Illusions perdues)                         | 2022 | 15      | 7     |
| Elég a hülyékből (Adieu les cons)                              | 2021 | 13      | 7     |
| Minden áldott reggel (Tous les matins du monde)                | 1992 | 11      | 7     |
| Viszontlátásra, gyerekek! (Au revoir les enfants)              | 1988 | 9       | 7     |
| A zongorista (Le pianiste)                                     | 2003 | 10      | 7     |
| Gondviselés (Providence)                                       | 1978 | 8       | 7     |
| Megint a régi nóta (On connaît la chanson)                     | 1998 | 12      | 7     |
| Séraphine                                                      | 2009 | 9       | 7     |
| Timbuktu                                                       | 2015 | 8       | 7     |
| 120 dobbanás percenként (120 battements par minute)            | 2018 | 13      | 6     |
| La nuit du 12                                                  | 2023 | 11      | 6     |
| Thérese története (Thérèse)                                    | 1987 | 10      | 6     |
| The Artist – A némafilmes (The Artist)                         | 2012 | 10      | 6     |
| Viszontlátásra odafönt (Au revoir là-haut)                     | 2018 | 13      | 5     |
| Viszlát, Pantin! (Tchao Pantin)                                | 1984 | 12      | 5     |
| Camille Claudel                                                | 1989 | 12      | 5     |
| Hosszú jegyesség (Un long dimanche de fiançailles)             | 2005 | 12      | 5     |
| Margó királyné (La reine Margot)                               | 1995 | 12      | 5     |
| Indokína (Indochine)                                           | 1993 | 12      | 5     |
| Annette                                                        | 2022 | 11      | 5     |
| Túl szép hozzád (Trop belle pour toi)                          | 1990 | 11      | 5     |
| Piaf (La Môme)                                                 | 2008 | 11      | 5     |
| Szerelem (Amour)                                               | 2013 | 10      | 5     |
| Én, én és az anyám (Les garçons et Guillaume, à table !)       | 2014 | 10      | 5     |
| Smoking/No Smoking                                             | 1994 | 9       | 5     |
| Lady Chatterley                                                | 2007 | 9       | 5     |
| Mikrokozmosz – Füvek népe (Microcosmos : Le peuple de l'herbe) | 1997 | 7       | 5     |

### Tíz vagy több Césarra jelölt filmek
| Film                                                                | Év   | Jelölés | César |
| ------------------------------------------------------------------- | ---- | ------- | ----- |
| Elveszett illúziók (Illusions perdues)                              | 2022 | 15      | 7     |
| Szerelmeink (Les Choses qu'on dit, les choses qu'on fait)           | 2021 | 14      | 1     |
| Cyrano de Bergerac                                                  | 1991 | 13      | 10    |
| A próféta (Un prophète)                                             | 2010 | 13      | 9     |
| Adieu les cons                                                      | 2021 | 13      | 7     |
| 120 dobbanás percenként (120 battements par minute)                 | 2018 | 13      | 6     |
| Viszontlátásra odafönt (Au revoir là-haut)                          | 2018 | 13      | 5     |
| Amélie csodálatos élete (Le fabuleux destin d'Amélie Poulain)       | 2002 | 13      | 4     |
| Metró (Subway)                                                      | 1986 | 13      | 3     |
| Polisse                                                             | 2012 | 13      | 2     |
| ’85 nyara (Été 85)                                                  | 2021 | 13      | 0     |
| Az utolsó metró (Le dernier métro)                                  | 1981 | 12      | 10    |
| Megint a régi nóta (On connaît la chanson)                          | 1998 | 12      | 7     |
| Camille Claudel                                                     | 1989 | 12      | 5     |
| Hosszú jegyesség (Un long dimanche de fiançailles)                  | 2005 | 12      | 5     |
| Margó királyné (La Reine Margot)                                    | 1995 | 12      | 5     |
| Viszlát, Pantin! (Tchao Pantin)                                     | 1984 | 12      | 5     |
| Rizsporos intrikák (Ridicule)                                       | 1997 | 12      | 4     |
| Államérdekből (L'exercice de l'État)                                | 2012 | 12      | 3     |
| Tiszt és kém – A Dreyfus-ügy (J’accuse)                             | 2020 | 12      | 3     |
| Családban marad (L’innocent)                                        | 2023 | 12      | 2     |
| 8 nő (8 femmes)                                                     | 2003 | 12      | 0     |
| Minden áldott reggel (Tous les matins du monde)                     | 1992 | 11      | 7     |
| La nuit du 12                                                       | 2023 | 11      | 6     |
| Annette                                                             | 2022 | 11      | 5     |
| Piaf (La Môme)                                                      | 2008 | 11      | 5     |
| Túl szép hozzád (Trop belle pour toi)                               | 1990 | 11      | 5     |
| Marguerite – A tökéletlen hang (Marguerite)                         | 2016 | 11      | 4     |
| Aki szeret engem, vonatra ül (Ceux qui maiment prendront le train)  | 1999 | 11      | 3     |
| Boldog idők (La Belle Époque)                                       | 2020 | 11      | 3     |
| Emberek és istenek (Des hommes et des dieux)                        | 2011 | 11      | 3     |
| Nyomorultak (Les Misérables)                                        | 2020 | 11      | 3     |
| Áldozat? (Elle)                                                     | 2017 | 11      | 2     |
| Nelly és Arnaud úr (Nelly et Mr. Arnaud)                            | 1996 | 11      | 2     |
| À l'origine                                                         | 2010 | 11      | 1     |
| Fiatal éveim (Trois souvenirs de ma jeunesse)                       | 2016 | 11      | 1     |
| Frantz                                                              | 2017 | 11      | 1     |
| Un secret                                                           | 2008 | 11      | 1     |
| Halálos szívdobbanás (De battre mon cœur s’est arrêté)              | 2006 | 10      | 8     |
| A zongorista (Le pianiste)                                          | 2003 | 10      | 7     |
| Thérese története (Thérese)                                         | 1987 | 10      | 6     |
| The Artist – A némafilmes (The Artist)                              | 2012 | 10      | 6     |
| Én, én és az anyám (Les garçons et Guillaume, à table !)            | 2014 | 10      | 5     |
| Szerelem (Amour)                                                    | 2013 | 10      | 5     |
| Láthatás (Jusqu'à la garde)                                         | 2019 | 10      | 4     |
| Halálos közellenség – Public Enemy (Mesrine: L'instinct de mort)    | 2009 | 10      | 3     |
| Pacifiction : Tourment sur les Îles                                 | 2023 | 10      | 2     |
| Aline – A szerelem hangja (Aline)                                   | 2022 | 10      | 1     |
| Portré a lángoló fiatal lányról (Portrait de la jeune fille en feu) | 2020 | 10      | 1     |
| Saint Laurent                                                       | 2014 | 10      | 1     |
| Szabadúszók (Le grand bain)                                         | 2019 | 10      | 1     |
| Eszeveszett esküvő (Le sens de la fête)                             | 2018 | 10      | 0     |
| Isten hozott! (Welcome)                                             | 2010 | 10      | 0     |
| Nagytakarítás (Coup de torchon)                                     | 1982 | 10      | 0     |
| Tánc az élet (En corps)                                             | 2023 | 10      | 0     |

### Két vagy több Césart nyert filmrendezők
| Filmrendező         | Jelölés | César | Évek                         |
| ------------------- | ------- | ----- | ---------------------------- |
| Roman Polański      | 5       | 5     | 1980, 2003, 2011, 2014, 2020 |
| Jacques Audiard     | 7       | 3     | 2006, 2010, 2019             |
| Alain Resnais       | 8       | 2     | 1978, 1994                   |
| Bertrand Tavernier  | 7       | 2     | 1976, 1997                   |
| Jean-Jacques Annaud | 4       | 2     | 1982, 1989                   |
| Claude Sautet       | 4       | 2     | 1993, 1996                   |
| Abdellatif Kechiche | 3       | 2     | 2005, 2008                   |
| Albert Dupontel     | 3       | 2     | 2018, 2021                   |
| Dominik Moll        | 3       | 2     | 2001, 2023                   |

### Hét vagy több Césarra jelölt színművész
Összesítve a legjobb színész(nő), legjobb mellékszereplő színész(nő) és legígéretesebb fiatal színész(nő) kategóriákból.
| Színművész           | Jelölés | César | A díjazás évei               |
| -------------------- | ------- | ----- | ---------------------------- |
| Gérard Depardieu     | 17      | 2     | 1981, 1991                   |
| Isabelle Huppert     | 16      | 2     | 1996, 2017                   |
| Daniel Auteuil       | 14      | 2     | 1987, 2000                   |
| Catherine Deneuve    | 14      | 2     | 1981, 1993                   |
| Karin Viard          | 13      | 3     | 2000, 2003, 2019             |
| Juliette Binoche     | 11      | 1     | 1994                         |
| Fabrice Luchini      | 11      | 1     | 1994                         |
| Miou-Miou            | 11      | 1     | 1980                         |
| François Cluzet      | 11      | 1     | 2007                         |
| Nathalie Baye        | 10      | 4     | 1981, 1982, 1983, 2006       |
| Catherine Frot       | 10      | 2     | 1997, 2016                   |
| Isabelle Adjani      | 9       | 5     | 1982, 1984, 1989, 1995, 2010 |
| Dominique Blanc      | 9       | 4     | 1991, 1993, 1999, 2001       |
| Sandrine Kiberlain   | 9       | 2     | 1996, 2014                   |
| Michel Serrault      | 8       | 3     | 1979, 1982, 1996             |
| André Dussollier     | 8       | 3     | 1993, 1998, 2002             |
| Fanny Ardant         | 8       | 2     | 1997, 2020                   |
| Marion Cotillard     | 8       | 2     | 2005, 2008                   |
| Jean-Hugues Anglade  | 8       | 1     | 1995                         |
| Isabelle Carré       | 8       | 1     | 2003                         |
| Emmanuelle Béart     | 8       | 1     | 1987                         |
| Noémie Lvovsky       | 8       | 0     |                              |
| Sabine Azéma         | 7       | 2     | 1985, 1987                   |
| Sandrine Bonnaire    | 7       | 2     | 1984, 1986                   |
| Charlotte Gainsbourg | 7       | 2     | 1986, 2000                   |
| Adèle Haenel         | 7       | 2     | 2014, 2015                   |
| Vincent Cassel       | 7       | 1     | 2009                         |
| Louis Garrel         | 7       | 1     | 2006                         |
| Virginie Efira       | 7       | 1     | 2023                         |
| Jean-Pierre Marielle | 7       | 0     |                              |
| Lambert Wilson       | 7       | 0     |                              |
| Romain Duris         | 7       | 0     |                              |

## Érdekességek
- A „Nagy Ötöst”, azaz az öt legjelentősebbnek tekintett César mindegyikét ez ideig egy film nyerte el: Az utolsó metró (Le dernier métro) (1981)
  - legjobb film: Az utolsó metró
  - legjobb rendező: François Truffaut
  - legjobb színész: Gérard Depardieu
  - legjobb színésznő: Catherine Deneuve
  - legjobb eredeti vagy adaptált forgatókönyv: Suzanne Schiffman és François Truffaut
- Amióta 21 díjat adnak át – tekintettel a többszerzős produkciókra, illetve a megosztott díjakra – évente 28 szobrocskát gyártanak le.
- Eddig egyetlen Césart sem utasítottak vissza, vagy vesztettek el, ugyanakkor betörés során már tulajdonítottak el.
- A César története során négy alkalommal ítélték oda posztumusz a díjat:
  - 1987-ben Jean Gabin, 1990-ben Gérard Philipe pedig 2008-ban Romy Schneider életművét ismerték el ily módon tiszteletbeli César-díjjal, valamint
  - 1996-ban Serge Gainsbourg zeneszerző munkáját, az „Elisa” című film zenéjéért.
- Önálló magyar filmet egyszer jelöltek erre a díjra: 2016-ban Nemes Jeles László Saul fia című filmdrámája bekerült a legjobb külföldi filmnek közé. Meg kell jegyezni, hogy Emir Kusturica 1996-ban jelölt Underground című alkotása magyar koprodukcióban készült.
- Három magyar származású művész kapott elismerést: Trauner Sándor díszlettervező (1977, 1980, 1986), Rózsa Miklós zeneszerző (1978) és Földes Péter Mihály festőművész, animációfilmes (1978).